# Грифы-индейки
Грифы-индейки, или ката́рты (лат. Cathartes) — род птиц семейства американских грифов. Включает 3 вида.
Представители рода распространены на большей части территории Северной и Южной Америки.
Оперение чёрного или тёмно-коричневого цвета. Голова лысая с ярко окрашенной, жёлто-оранжевой или красной кожей. Птицы имеют хорошо развитое обоняние, что редко встречается у птиц. Это позволяет им находить падаль под пологом леса.
| Изображение | Латинское название | Название                     | Ареал |
| ----------- | ------------------ | ---------------------------- | --- |
|             | Cathartes aura     | Гриф-индейка                 | От южной Канады на севере до мыса Горн на юге |
|             | C. burrovianus     | Малая желтоголовая катарта   | Аргентина, Белиз, Боливия, Бразилия, Чили, Колумбия, Коста-Рика, Эквадор, Сальвадор, Французская Гвиана, Гватемала, Гайана, Гондурас, Мексика, Никарагуа, Панама, Парагвай, Перу, Суринам, Уругвай и Венесуэла |
|             | C. melambrotus     | Большая желтоголовая катарта | Южная Америка |

Ранее существовал также вымерший вид Cathartes emsliei.